# 토리노 포르타 누오바역
토리노 포르타 누오바역(IATA : TPY)은 이탈리아 북부 토리노의 주요 기차역이다. 로마 테르미니역과 밀라노 중앙역에 이어 이탈리아에서 세 번째로 승객 이동이 많은 역으로 하루 약 192,000번의 여행과 연간 7,000만 명의 여행자와 하루에 총 약 350개의 열차가 운행된다. 포르타 누오바는 정면에 수직으로 도착하는 열차가 있는 터미널 역이다. 역은 도심 남쪽 카를로 펠리체 광장 바로 앞 비토리오 엠마뉴엘레 2세 거리에 있다.
토리노와 밀라노 사이의 열차는 토리노-밀라노 고속 노선을 사용하는 서비스를 포함하여 역에서 출발하거나 종착한다. 토리노 지하철(Metropolina di Torino) 1호선의 일부인 포르타 누오바 지하철역이 최근에 역 건물 아래에 건설되었다.

## 역사
역 건설은 알레산드로 마추케티의 지시에 따라 1861년에 시작되었다. 원래 구조에는 출발 지역(비아 니차 근처)과 도착 지역(비아 파올로 사키 근처) 사이의 명확한 구분이 포함되었다. 출발 지역은 기둥, 치장 벽토 작업 및 토리노에서 킬로미터 단위로 거리를 보여주는 이탈리아 135개 도시의 문장을 묘사한 프레스코로 장식된 대형 술집으로 구성되었다. 이 건물에는 매표소, 3개의 대기실(철도 여행의 3가지 클래스에 하나씩), 왕실홀 및 카페 레스토랑이 있었다.
역은 1864년 12월에 처음으로 대중에게 공개되었다. 비록 작업은 1868년에 완료되었지만, 당시에는 공식적인 개통식이 없었다. 부분적으로는 이탈리아의 수도가 토리노에서 피렌체로 옮겨졌기 때문이다. 역의 공식 개통식은 2009년 2월 4일에 거행되었다. 포르타 누오바(새문이라는 뜻)라는 이름은 옛 성벽의 남쪽을 따라 한때 근처에 있던 옛 성문을 의미한다. 오늘날 비아 로마(한때 비아 누오바라고 불림)의 맨 아래: 19세기 초에 성벽이 허물어진 후 성문 자체가 철거되었다. 단 하나의 예외는 포르타 팔라티나이며, 그 옛 이름은 계속 지역 지명으로 사용되었다. (다른 예로는 포르타 수사와 포르타 팔라초가 있다.)
엔초 페라리는 포르타 누오바의 "Bar del Nord"에 참석하여 1918-1919년 경 토리노에서 청년으로 일할 때 자동차와 경주와 관련된 사람들을 만났다.
2007년 10월 5일, 토리노 지하철의 포르타 누오바역이 중앙역 아래에 개업했다.

## 업그레이드
이 역은 페로비에 델로 스타토의 자회사인 그란디 스타치오니가 이탈리아 주요 역으로 업그레이드하는 전국 프로그램에 포함되었다. 2009년 2월 4일에 완료된 리노베이션의 1단계에서는 역 건물의 면적 92,747㎡ 중 44,146㎡가 재개발되었다. 여객 서비스, 식사, 쇼핑, 문화 및 레저에 할당된 영역이 크게 증가했다. 2013년 1월에는 외관과 내부에 대한 복원 작업이 계속되어 수 세대에 걸쳐 볼 수 없었던 독특한 붉은색을 포함하여 19세기의 역사적 요소를 보존했다. 거의 4년의 작업 끝에 비계가 내려오고 새로운 색상의 LED 조명 구성을 특징으로 하는 건물이 대중에게 공개되었다. 2016년 12월 대규모 전자 및 가전제품 유통업체인 유니유로(Unieuro)는 역 내에 1,400㎡의 매장을 오픈했다. 더 완벽하게 액세스할 수 있는 플랫폼 추가를 포함하여 트랙 영역에 대한 업그레이드 작업은 2017년에도 계속된다.

## 구조
역은 여러 층으로 지어졌다. 지하층은 FS 및 기업의 지역 부서가 차지하고 있다. 플랫폼은 승객 라운지와 승객 및 상업 활동을 위한 관련 서비스와 함께 1층에 있다. 위층에는 사무실과 우체국이 있다.

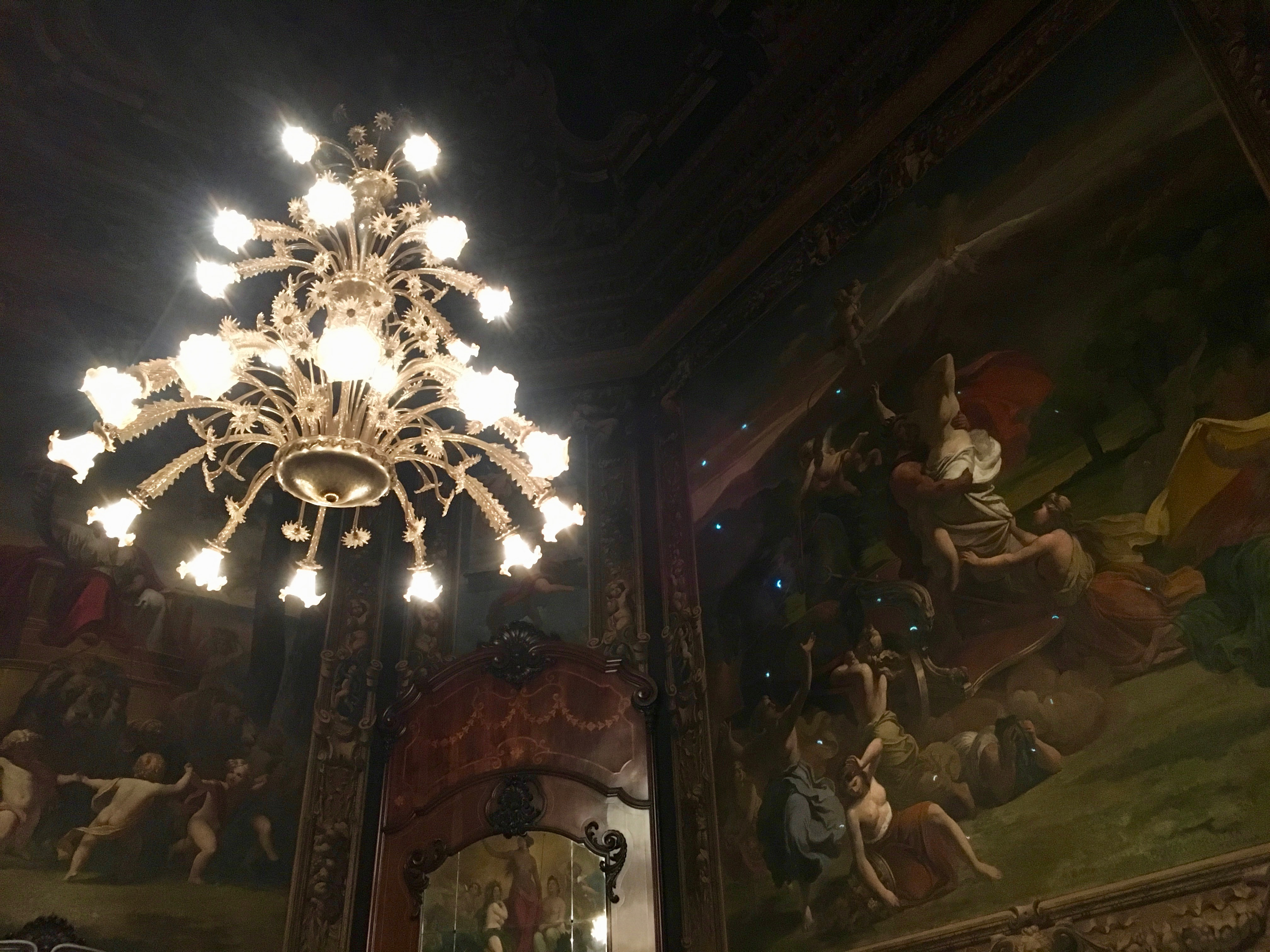
고닌룸 내부

### 고닌룸
역 중앙 갤러리의 복도에는 사보이 왕가가 기차를 기다리고 있던 일류 대기실이 오늘날에도 여전히 보인다. 75㎡의 적당한 크기로 안락의자, 테이블, 거울로 구성된 오리지널 가구가 잘 보존되어 있다. 특별한 경우를 제외하고는 일반인에게 공개되지 않는다.
이 방의 이름은 프레스코화를 그린 화가인 프란체스코 고닌의 이름을 따서 지었다. 여전히 잘 관리된 그림은 자연의 요소인 흙, 물, 불을 나타낸다. 방의 네 모서리에는 유럽, 아시아, 아프리카 및 아메리카의 4대륙을 묘사한 이미지가 있다. 더 인상적인 것은 방문객들에게 하늘로 열린 천장의 느낌을 주고자 했던 고닌의 트롱프뢰유 효과이다.

## 운행편
역에는 다음 서비스가 제공된다.
- 고속 서비스
  - 프레시아로사 (Frecciarossa): 토리노 - 밀라노 - 볼로냐 - 피렌체 - 로마
  - 프레시아로사 (Frecciarossa): 토리노 - 밀라노 - 레지오 에밀리아 - 볼로냐 - 피렌체 - 로마 - 나폴리 - 살레르노
  - 이탈로 (Italo): 토리노 - 밀라노 - 레지오 에밀리아 - 볼로냐 - 피렌체 - 로마 - 나폴리 - 살레르노
  - 프레시아비앙카 (Frecciabianca): 토리노 - 밀라노 - 브레시아 - 베로나 - 비첸차 - 파도바 - 베니스 - 트리에스테
  - 프레시아비앙카 (Frecciabianca): 토리노 - 파르마 - 볼로냐 - 안코나 - 페스카라 - 포지아 - 바리 - 브린디시 - 레체
  - 프레시아비앙카 (Frecciabianca): 토리노 - 알레산드리아 - 제노바 - 라스페치아 - 피사 - 리보르노 - 로마
- 인터시티
  - 토리노 - 아스티 - 알레산드리아 - 제노바 - 라스페치아 - 피사 - 리보르노 - 로마 - 나폴리 - 살레르노
  - 토리노 - 아스티 - 알레산드리아 - 볼로냐 - 리미니 - 안코나 - 페스카라 - 포지아 - 바리 - 브린디시 - 레체
- 야간열차
  - 인터시티 : 토리노 - 알레산드리아 - 볼고나 - 안코나 - 페스카라 - 포지아 - 바리 - 브린디시 - 레체
  - 인터시티 노테 (Intercity Notte): 토리노 - 제노바 - 라스페치아 - 피사 - 리보르노 - 로마 - 나폴리 - 살레르노
  - 인터시티 노테: 토리노 - 밀라노 - 파르마 - 로마 - 나폴리 - 살레르노
  - 인터시티 노테: 토리노 - 밀라노 - 파르마 - 레지오 에밀리아 - 피렌체 - 로마 - 살레르노 - 라메치아 테르메 - 레지오 칼라브리아
- 레조날레 벨로체(Regionale Veloce): 토리노 - 베르첼리 - 노바라 - 밀라노
- 트레노 레조날레((Treno regionale) : 토리노 – 아스티 – 알레산드리아 - 론코 - 제노아
- 토리노 광역시 서비스(SFM3): 바르도네키아 - 부솔레노 - 토리노
- 토리노 광역시 서비스(SFM3): 수사 – 부솔레노 – 토리노

| 트레니탈리아                   | 트레니탈리아    | 트레니탈리아                                        |
| ------------------------------ | --------------- | --------------------------------------------------- |
| 시·종착역                      | 프레차로사      | 토리노 포르타 수사 로마 테르미니 방면               |
| 시·종착역                      | 프레차로사      | 토리노 포르타 수사 살레르노 방면                    |
| 시·종착역                      | 프레차비앙카    | 토리노 포르타 수사 트리에스테 첸트랄레 방면         |
| 시·종착역                      | 프레차비앙카    | 토리노 린고토 레체 방면                             |
| 시·종착역                      | 프레차비앙카    | 토리노 린고토 로마 테르미니 방면                    |
| 시·종착역                      | 인터시티        | 토리노 린고토 살레르노 방면                         |
| 시·종착역                      | 인터시티 노테   | 아스티 레체 방면                                    |
| 시·종착역                      | 인터시티 노테   | 토리노 린고토 살레르노 방면                         |
| 시·종착역                      | 인터시티 노테   | 토리노 포르타 수사 살레르노 방면                    |
| 시·종착역                      | 인터시티 노테   | 토리노 포르타 수사 레조 디 칼라브리아 첸트랄레 방면 |
| 시·종착역                      | 트레노 레조날레 | 토리노 포르타 수사 밀라노 첸트랄레 방면             |
| 시·종착역                      | 트레노 레조날레 | 토리노 린고토 제노바 브리뇰 방면                    |
| 시·종착역                      | 트레노 레조날레 | 토리노 포르타 수사 이브레아 방면                    |
| NTV                            |                 |                                                     |
| 시·종착역                      | 이탈로          | 토리노 포르타 수사 살레르노 방면                    |
| 토리노 SFM                     |                 |                                                     |
| 그룰리아스코 보르도네키아 방면 | SFM3            | 시·종착역                                           |
| 토리노 SFM                     |                 |                                                     |
| 그룰리아스코 수사 방면         | SFM3            | 시·종착역                                           |

## 같이 보기
- 토리노 지하철
- 토리노 포르타 수사역
- 이탈리아의 철도